# Von allen Geistern besessen!
Von allen Geistern besessen! (Originaltitel: Repossessed) ist eine US-amerikanische Horrorkomödie aus dem Jahr 1990. In den Hauptrollen spielten Linda Blair und Leslie Nielsen. Es handelt sich um eine Parodie des Horrorfilms Der Exorzist. Die Erstaufführung in Deutschland fand am 16. Mai 1991 statt.

## Handlung
Als Nancy Aglet im Jahr 1973 vom Teufel besessen war, wurde der Teufel von Pater Jedediah Mayii ausgetrieben. Fast 20 Jahre später ist Aglet eine Hausfrau in einer typischen US-amerikanischen Vorstadtfamilie. Aus dem Fernseher ergreift ein übernatürliches Wesen Besitz von ihr, sie verhält sich wieder merkwürdig. Ihr Gesicht ist grün gefärbt, sie gibt obszöne Wahrheiten von sich. Die Ärzte können ihr nicht helfen. Sie wendet sich an Mayii, der sich aber für eine erneute Teufelsaustreibung als zu alt erklärt. Er verweist sie an den unerfahrenen katholischen Geistlichen Pater Luke Brophy. Als der sich bei der Führung der katholischen Kirche um Unterstützung für den Exorzismus bemüht, wird die Angelegenheit stattdessen in die Hände des medienerfahrenen und geldgierigen Fernsehpredigers Ernest Weller gegeben. Der will die Teufelsaustreibung in Form einer Show live im Fernsehen zeigen. Die Übertragung gerät zum Desaster.
Erst nachdem Satan über die Fernsehkameras Mayii direkt herausfordert, rafft sich dieser auf und eilt an den Schauplatz. Gemeinsam mit dem ihm assistierenden Pater Brophy gelingt ihnen die Austreibung, nachdem sich herausstellt, dass Satan Rockmusik nicht leiden kann. Pater Mayii und Pater Luke musizieren dazu mit zufällig anwesenden Würdenträgern anderer Religionen in einer gemeinsamen Rockband. Dies findet der Teufel einfach unerträglich und verlässt den Körper von Nancy Aglet.
Nancy Aglet und Pater Mayii schildern in einer Rahmenhandlung die Ereignisse vor einer Klasse von Studenten. Als einer der Studenten einwendet, die Geschichte sei erfunden, bespucken sie den Zweifler über und über mit grünem Brei.

## Produktion
Linda Blair spielte in dem der Handlung zugrunde liegenden Horrorfilm Der Exorzist Regan MacNeil, ein junges Mädchen, das von einem Dämon besessen ist. Zur Vermeidung rechtlicher Schwierigkeiten änderte man den Namen von Blairs Charakter in Von allen Geistern besessen jedoch von "Regan" zu "Nancy". Hiermit wollte man zugleich auf Nancy Reagan hinweisen, die zum Zeitpunkt der Dreharbeiten die Ehefrau des amtierenden US-amerikanischen Präsidenten Ronald Reagan war.
Die meisten Innenaufnahmen wurden in Aufnahmestudios in Culver City, Kalifornien gedreht. Außenaufnahmen fanden in Los Angeles und im San Fernando Valley statt. So wurde das Haus der Aglets im Valley gefilmt. Die Dreharbeiten begannen im Juli 1989.
Linda Blair äußerte gegenüber der Presse, dass sie mit diesem Film ihre Rolle als "besessenes Mädchen" ablegen wolle. Sie beschwerte sich jedoch im Nachhinein darüber, dass die Werbekampagne des Films letztlich auf sie zugeschnitten wurde, anstatt den eigentlichen Star des Films, Leslie Nielsen, hervorzuheben. Dies habe zum Misserfolg des Films beigetragen.
Der Film spielte in den Kinos der USA ca. 1,38 Millionen US-Dollar ein.
Es sind folgende Songs im Film zu hören:,
- Repossessed (gesungen von Cindy Valentine)
- Devil With The Blue Dress (gesungen von Nicholas O'Har)
- Pump Up The Jam (gesungen von J. T. Welden & R. D. Welden)
- Chasin' The Devil
- He's Coming Back (The Devil!) (gesungen von Chris LeVrar)
- Quest for the Best (von David Reilly).

## Synchronisation
Die deutsche Synchronbearbeitung entstand 1990 in den Ateliers der Hermes Synchron GmbH in Potsdam unter der Regie von Arne Elsholtz.
| Rolle                 | Darsteller     | Synchronsprecher   |
| --------------------- | -------------- | ------------------ |
| Nancy Aglet           | Linda Blair    | Susanna Bonasewicz |
| Ernest Weller         | Ned Beatty     | Gerd Duwner        |
| Pater Jebedaiah Mayii | Leslie Nielsen | Horst Schön        |
| Pater Luke Brophy     | Anthony Starke | Matthias Hinze     |
| Braydon Aglet         | Thom Sharp     | Klaus Jepsen       |
| Dr. Hackett           | Robert Fuller  | Christian Rode     |
| Fanny Ray Weller      | Lana Schwab    | Cornelia Meinhardt |

Der Film erschien in der deutschen Synchron-Fassung auf den folgenden Medien:
- VHS:
  - Verleih Cannon VMP (1992, Best.-Nr.: 6409)
  - Verleih UV / United Video (1992, Best.-Nr.: 5204)
  - Verleih MCP (2002, Best.-Nr.: 164.151)
- DVD:
  - Verleih StudioCanal / Kinowelt (2002, Best.-Nr.: 500459)
  - Verleih StudioCanal / Kinowelt (2006 / Neuauflage, Best.-Nr.: 500459)
- Blu-ray:
  - Verleih Turbine Medien (2023, Mediabook mit 4 verschiedenen Covern)

## Rezeption
Das Lexikon des internationalen Films gesteht dem Film lediglich einen „geringen Unterhaltungswert“ zu, der auch noch von der Synchronisation unterminiert würde. Der als „wüste Parodie“ inszenierte Film parodiere zwar die bekannte Horrorfilmreihe und greife dabei auch „scheinheilig salbadernde amerikanische Fernseh-Prediger“ an, er verliere dabei jedoch „in einer wilden Mischung aus Gags, Plattheiten und manchen Geschmacksunsicherheiten Ziel und Rhythmus“.
Der Hauptdarstellerin des Films bescheinigt die Zeitschrift Cinema, in ihrer Selbstparodie „ganz tief gesunken“ zu sein.
Die Seite kino.de sieht in dem mit „abstrusen Späßen und gnadenlosem Humor“ daherkommenden Film einen „nicht immer treffsicheren, dafür umso ausgelasseneren Klamauk“ und bescheinigt dem „stets hi(r)nreißende[n] Leslie Nielsen […] im Alleingang für den Erfolg der Komödie sorgen“ zu können.

## Auszeichnungen
Chris LeVrar erhielt für den Song He’s Comin’ Back (The Devil!) die Goldene Himbeere in der Kategorie Schlechtester Originalsong des Jahres 1990.